# Chartalismo

Staatliche Theorie des Geldes, 1923

El chartalismo (del latín charta) es una teoría monetaria en la que se afirma que el dinero es el medio de intercambio que el Estado acepta como pago de impuestos. En este sentido se trata de una teoría alternativa a la generalmente aceptada y presentada en los manuales ortodoxos de economía acerca del origen y la función del dinero. A partir de esto siguen una variedad de implicaciones para los fenómenos monetarios.
La propuesta central del chartalismo es que el dinero es original y principalmente un instrumento o criatura estatal. Esta percepción se contrapone a la percepción, más común, que el dinero se originó como medio de facilitar el comercio (ver Menger, op. cit).
El chartalismo se inició en las percepciones de la Escuela historicista alemana de economía, específicamente, en el trabajo de George Friedrich Knapp. A pesar de que cayó en desuso, tuvo una cierta influencia en las posiciones del llamado Grupo de Cambridge y fue revivida gracias a la obra de Abba Lerner. En el presente, el chartalismo constituye una de las bases de la llamada Teoría Monetaria Moderna (TMM), propuesta por una variedad de autores que son generalmente agrupados en la Economía heterodoxa, especialmente los llamados post keynesianos.
El término mismo fue propuesto por Knapp basado en el latín "charta", que significa en español "carta", para referirse a un documento oficial que establece las normas que se aplicaran a algún proceso o fenómeno, como se ve, por ejemplo, en el uso de la palabra "Carta fundamental" para designar las constituciones de países, etcétera.

## Orígenes del chartalismo
La situación que dio origen al chartalismo fue que, a fines del siglo XIX y principios del XX, el antiguo sistema monetario (basado en monedas de metales preciosos, principalmente oro) estaba cayendo en desuso. La expansión de tanto la población como la economía misma demandaron una expansión monetaria (incluyendo del crédito) que la cantidad de metales preciosos poseídos por los bancos en la mayoría de los países no podía satisfacer (aunque en otros, principalmente Inglaterra, había gran acumulación del metal), consecuentemente el papel moneda comenzó a adquirir cada vez más importancia. Al mismo tiempo, la situación, que ha sido llamada caótica creada por la emisión libre de billetes de bancos privados estaba siendo reemplazada con billetes emitidos y respaldados por el Estado a través del Banco Central. (ver también Sistema de reserva fraccional y bancos centrales).
En esa situación dos fenómenos se hicieron aparentes. Primero, la población en general aceptó los billetes sin demandar su transformación inmediata en metales preciosos. Segundo, la expansión monetaria -especialmente la del crédito- sin respaldo real en metálico no dio lugar a una inflación desenfrenada, como se temía. Al mismo tiempo -y a nivel de la disciplina- el auge del marginalismo -que sucedió en esa época- implicó el abandono de las sugerencias clásicas acerca de La cuestión de la cantidad del circulante. Esto dio lugar a dudas sobre la validez de la teoría cuantitativa del dinero (o al menos, las interpretaciones anteriores de la misma), y ciertamente demandaba una exploración y explicación. (A. Leijonhufvud, op. cit). Consecuentemente se formularon una variedad de tentativas de explicación, una de las cuales fue el chartalismo.
En lo relacionado al modelo teórico de la propuesta, Knapp construyó sobre el trabajo anterior de Alfred Mitchell-Innes. Innes enfatizó que el origen del valor del dinero se encuentra en los impuestos: "Un dólar de dinero es un dólar no debido al material con el que se hace, sino por el dólar de impuesto que se impone para redimirlo" (op. cit, p 165). L. Randall Wray ha descrito los dos artículos que Mitchell-Innes escribió al respecto como el mejor par de artículos escritos sobre la naturaleza del dinero en el siglo XX. Adicionalmente se encuentran antecedentes en el trabajo de algunos marginalistas, por ejemplo, P. H. Wicksteed, quien argumenta, con relación al porqué el dinero de papel tiene valor, que: "Es posible, entonces, para un gobierno decir en cualquier momento: «Hay en este país una serie de personas bajo la obligación legal de pagar rentas fijas, por el (uso del) capital, salarios fijos por servicios, sobre períodos tales como los varios contratos cubran. Hay también un número de personas con obligaciones de pago definitivo en oro por tal y cual monto, en las fechas tal y cuales. Ahora, podemos, si nos place (como gobierno), emitir documentos estampados y sellados, de diversas denominaciones de cara, uno, diez, cien, etc, unidades de la moneda de oro, y podemos decretar que todo aquel que se posee de dichos papeles a un monto igual al valor nominal de sus deudas, y las entrega a su acreedor, será considerado como habiendo redimido su deuda, y que a partir de ahora (el estado) va a defender su propiedad contra su anterior acreedor y a declarar que, en el ojo de la ley, pagó la suma de oro que le debía.»"
Sin embargo, Knapp deja claro que, en su opinión, el valor del papel moneda no reside en ser lo que se acepta por obligación, sino porque es aquello que el estado acepta en sus oficinas. (Knapp, introducción al op. cit).

## Esquema teórico
El chartalismo es una tentativa de dar respuesta a una pregunta que, dada la situación descrita más arriba- adquiere importancia: ¿Por qué o debido a qué tiene valor el dinero?
La posición anterior (de la escuela clásica) era la teoría del dinero como mercadería (avanzada originalmente por Ricardo) de acuerdo a la cual, el dinero (oro, plata) tiene un valor que, al igual que cualquier otra mercancía, depende de la cantidad de trabajo requerido para su obtención. En sus palabras:
"Oro y plata, como todas las demás mercancías, son valiosos sólo en proporción a la cantidad de mano de obra necesaria para producirlos y llevarlos al mercado... La cantidad de dinero que puede ser empleado en un país debe depender de su valor... Aunque el papel moneda no tiene ningún valor intrínseco, sin embargo, al limitar su cantidad, su valor de cambio es tan grande como una denominación igual de monedas metálicas, o lingotes de ese metal. ".
En otras palabras, el dinero actúa como "unidad universal" de trueque: una mercadería cualquiera se cambia por una cierta cantidad de otra en particular (dinero) que, a su vez, puede ser cambiada a una tasa constante (determinada por la cantidad de trabajo requerido para su producción) por cualquier otra. La función del dinero es, entonces, facilitar el comercio. 
Sin embargo esa posición asume equivalencia entre el oro-dinero y el trabajo representado por cada unidad monetaria, es decir, asume últimamente la validez de la teoría del valor-trabajo como base del patrón oro. El problema en el periodo en cuestión es que esas relaciones estaban siendo violadas, y, sin embargo, el dinero de papel aún era aceptado como “medio general de pago”. ¿Cómo podemos explicar esto?
La respuesta que el chartalismo ofrece es simple pero con implicaciones profundas: el dinero tiene valor porque el Estado así lo determina. (ver Dinero fiat )
Eso implica que ese Estado puede escoger cualquier cosa como tal. Eso explica por qué el papel moneda sirve como dinero tenga o no paridad con el oro en la forma que la teoría metalista sugería. Esto ofrece una explicación inmediata y simple al problema de cómo sucede que el papel moneda reemplazó, con aceptación general, a los metales preciosos como medio de pago: porque el Estado ha determinado que el papel moneda será la moneda de curso legal. 
Pero la sugerencia demanda una explicación —entre otras— de cómo llegó a suceder que el Estado adquiriera el poder de determinar el medio general de pago y de cuán seguros podemos estar de que la sugerencia es realmente correcta.

## Orígenes y función del dinero
De acuerdo al chartalismo, la característica central del Estado (o más en general, de cualquier aparato estatal, aun cuando ese sea, como en la antigüedad, basado en consideraciones religiosas) es el poder coercivo sobre aquellos que viven en las regiones que el estado controla (quienes son, en ese sentido, súbditos. ver, por ejemplo Hobbes). Ese poder coercitivo se expresa en la capacidad de obtener ya sea el trabajo o el fruto del trabajo de esos individuos (en la actualidad, por ejemplo, en la forma de impuestos)..
Originalmente ese poder se expresó en forma directa: las autoridades estatales eran despóticas, y la "obligación ciudadana" requería trabajo físico y directo, por ejemplo, construyendo cosas tales como templos, palacios y tumbas o necrópolis, etc.
Sin embargo, con el paso del tiempo y la expansión de los estados, se hace necesario encontrar alguna manera de establecer cuales ciudadanos han, o no, cumplido sus obligaciones y contabilizar las contribuciones. Aparecen fichas o vales que, en el caso de los trabajadores, sirven como contraseñas con las cuales el Estado (o sus representantes) confirman que individuos han trabajado y pueden recibir tanto una cierta cantidad de alimentos como acceso a los alojamientos establecidos para ellos, o, más en general, que alguien "ha contribuido su cuota" (por ejemplo, algunos trabajaran en la pirámides, otros producirán alimentos para esos trabajadores, etc). Eventualmente el Estado (o sus representantes) empieza a aceptar esas fichas como descargo de la obligación (dado que quien las posee ha, teóricamente, "cumplido su obligación"), con lo que comienzan a servir como medio de adquisición de bienes y servicios, es decir, empiezan a funcionar como medio de intercambio comercial:
"Se argumentará que, dada la ausencia de herramientas burocráticas, tales como la escritura, los sistemas de censo y medios formales de identificación personal para detectar las personas con obligaciones de pago, el dinero surgió como una solución práctica al problema de lograr el máximo cumplimiento posible de las obligaciones de los ciudadanos de pago al Estado (o, lo que equivale a lo mismo, reducción de su evasión), donde estas obligaciones (y, es decir, la relación de la deuda de los ciudadanos con el Estado) ya estaban en efecto antes que la monetización fuera introducida".
Esa es, entonces, en la visión de los autores chartalistas (y aquellos influidos o afines a ella), el origen y función primordial del dinero: el Estado produce "fichas" que los ciudadanos desean o encuentran conveniente obtener porque, últimamente, el Estado solo acepta esas fichas como medio de pago de la deuda obligatoria que impone sobre los habitantes de los territorios bajo su control. La función como "facilitador de comercio" es posterior y derivativa.
Obviamente lo anterior no es una percepción generalmente aceptada. Sin embargo, los autores chartalistas consideran que, a grandes rasgos, esa visión es la única que cuenta con el apoyo de la evidencia de estudios antropológicos e históricos. En la opinión de esos autores es esta propuesta, y solo esta propuesta, que puede explicar el porqué, a través de la historia de la humanidad y en diferentes sociedades o culturas, se han usado como dinero medios muy diversos — de todos los cuales hay ejemplos históricos— tales como muescas en pedazos de madera, miniaturas de herramientas, pasando por sal, conchas, trozos de papel, diversos metales, etc, y por qué una de las primeras medidas de poderes coloniales en territorios conquistados fue imponer el pago de impuestos en moneda legal del país metropolitano sobre sus nuevos súbditos. No es que esos nuevos súbditos carecieran de la idea del comercio o medios de pago para llevar a cabo el mismo, es que esa es la manera más eficiente de establecer el poder del nuevo arreglo institucional (nuevo estado) sobre sus súbditos. El "poder colonial" obliga a sus "nuevos súbditos" a aceptar su moneda, lo que implica que contribuyen a la mantención de ese aparato estatal.

## Implicaciones
Esas implicaciones incluyen.
El chartalismo ofrece una visión de relaciones socioeconómicas estratificadas, en la cual la deuda en dinero "público" (la responsabilidad del órgano de gobierno) está en la cima de la jerarquía. El origen del dinero se encuentra en ese "sector público", entendido en un sentido amplio.
El dinero funciona, en primer lugar, como unidad de cuenta abstracta, que luego se utiliza como medio de pago y liquidación de deuda "ciudadana". Plata, papel, oro o "cualquier otra cosa" que sirva como un medio de intercambio es sólo la manifestación empírica de lo que es esencialmente una unidad de cuenta administrada por el Estado. La función del dinero como medio de intercambio es incidental y contingente en sus dos funciones como unidad de cuenta y medio de pago.
Por su naturaleza el dinero "legal" define una relación social de tipo particular: una relación de crédito-deuda. 
De lo anterior siguen una variedad de implicaciones. A nivel más general, la principal es que el dinero moderno es, en última instancia, un pagaré estatal, y, como cualquier otro pagaré, su aceptación depende de la confianza que se tenga que, por un lado, el emisor lo aceptará como remisión de deuda por ese monto, y, por el otro, la capacidad de ese emisor en adquirir créditos con otros, de tal manera que ese pagaré sirva como medio de pago, aceptable por terceros, por montos o sumas similares. (Sin esa confianza, el dinero fiduciario, en cualquier forma — incluyendo cheques y papel moneda — no tendría ninguna validez).
Sigue, como otra implicación general, que el dinero no puede ser estudiado sin consideración del medio institucional en el cual existe. Que, especialmente en los Estados modernos, no se puede concebir dinero sin la existencia del Estado. En las palabras de Goodhart: "el dinero es una forma de soberanía, y, como tal, no puede ser entendido sin referencia al Estado". Esto lleva directamente a la sugerencia por algunos que el dinero es una convención social lo que, a su vez, lleva a la sugerencia de que el dinero moderno es una institución social y un bien público.
Si aceptamos lo anterior, parece seguir que la diferencia que algunos países hacen entre el Banco Central (encargado de la política monetaria o administración financiera general de Estado, incluyendo la administración "física" de las reservas monetarias y otros activos financieros del Estado, con sus correspondientes ingresos y pagos, etc.) y el (departamento del) Tesoro o Ministerio de Economía, Hacienda o Finanzas (encargado de las políticas económicas en general, incluyendo establecer los niveles de las reservas monetarias, recaudar los ingresos y la producción de dinero) es solo aparente, pero en realidad irrelevante y fútil: un pago, ingreso o deuda de cualquiera de esos organismos es, en realidad, una que pertenece —es responsabilidad de— el Estado.
Todo lo anterior, junto a las percepciones congruentes de varias autoridades económicas (tales como Thorstein Veblen y Karl Polanyi), influyó fuertemente la obra de Abba Lerner, y, eventualmente dio origen a lo que se llama Teoría Monetaria Moderna.